# Peter Mak
Peter Mak (1957 – 26 de març de 2023) va ser un director de cinema i actor de Hong Kong. Les pel·lícules que va dirigir inclouen The Wicked City, All Night Long i Enemy Shadow. Com a actor va aparèixer a Shu zhi suo zhi , Happy Sixteen, Lai Shi, China's Last Eunuch, Tiger Cage, i Twin Dragons.

## Biografia
Peter Mak, o Mak Tai-kit (xinès: 麦大杰), va néixer a Saigon, Vietnam del Sud el 1957. Quan era nen anava regularment al cinema. Durant la Guerra del Vietnam la seva família es va traslladar a Hong Kong.

## Actor
Mak va tenir el paper protagonista a la pel·lícula de David Lai Lonely Fifteen que es va estrenar el 1982. La pel·lícula també rts protagonitzada Becky Lam, Irene Wan, So Pui-fong, Leung Mei-king. L'any següent, va tenir un paper a  Shu zhi suo zhi dirigit per Kin-Kwok Lai. El 1987, va tenir un paper a la pel·lícula de Jacob Cheung Lai Shi, China's Last Eunuch.
Mak va aparèixer a Twin Dragons dirigida per Ringo Lam i Hark Tsui.

## Director

### Dècada del 1980
Mak va dirigir i actuar a la pel·lícula de terror de 1986, Loves of the Living Dead, o Heaven Wife, Hell Wife, que es va estrenar el 1986. La comèdia sobrenatural també fou protagonitzada per Mark Cheng, Ann Bridgewater i Charine Chan Va dirigir Sir, Tell Me Why que es va estrenar l'any següent. La pel·lícula tracta d'un professor que ha d'enfrontar-se als alumnes amb problemes i superar els problemes i les dificultats que hi estan associades. La pel·lícula va ser protagonitzada per Siu Hung-Mui, Chang Shih, Tou Chung-hua, Tou Chung-kang i Yang Chieh-mei.

### Dècada de 1990
Mak va dirigir The Wicked City que es va estrenar el 1992. El terror/fantasia de Kong es va basar en una pel·lícula d'animació de Yoshiaki Kawajiri. Mantenir-se a prop de la història original, tractava d'agents especials que lluitaven contra dimonis d'una dimensió paral·lela. Era protagonitzada per Jacky Cheung, Leon Lai i Tatsuya Nakadai.
Mak va dirigir Enemy Shadow que es va estrenar el 1995. La pel·lícula protagonitzada per Jade Leung era una història sobre una policia novell que va presenciar l'assassinat del seu xicot per lladres de bancs. Se sent culpable com a conseqüència de no fer res quan va tenir lloc la tragèdia.

## Mort
Mak va morir el 26 de març de 2023, a l'edat de 66 anys.

## Filmografia
| Títol                        | Peper       | Director             | Any  | Notes #         |
| ---------------------------- | ----------- | -------------------- | ---- | --------------- |
| Shu zhi suo zhi              |             | Kin-Kwok Lai         | 1983 | Com Tai Kit Mak |
| Kuang qing                   |             | David Lai Kôyû Ohara | 1983 | ComTai Kit Mak  |
| Tian ling ling, di ling ling | Kang Yo Wei | Peter Mak            | 1986 | com Peter Mak   |
| Split of the Spirit          |             | Fred Tan             | 1987 | Com Tai Kit Mak |
| Lai Shi, China's Last Eunuch |             | Jacob Cheung         | 1998 | Com Tai Kit Mak |
| Tiger Cage                   | Policia     | Woo-Ping Yuen        | 1988 | As Tai Kit Mak  |
| Pretty Ghost                 |             | Teddy Chan           | 1991 | Com Tai Kit Mak |
| Twin Dragons                 |             | Ringo Lam Hark Tsui  | 1992 | Com Tai Kit Mak |
|                              |             |                      |      |                 |
|                              |             |                      |      |                 |

| Title                        | Year | Notes #                                         |
| ---------------------------- | ---- | ----------------------------------------------- |
| The Loser, the Hero          | 1985 | Com Peter Mak                                   |
| Tian ling ling, di ling ling | 1986 | Com Peter Mak                                   |
| Sir, Tell Me Why             | 1987 | Com Tai Kit Mak                                 |
| Ye feng kuang                | 1989 | Com Tai Kit Mak                                 |
| Xiao xin jian die            | 1990 | Com As Tai Kit Mak                              |
| Wicked City                  | 1992 | Com Peter Mak                                   |
| Enemy Shadow                 | 1995 | Com Tai Kit Mak Co-dirigida amb Tung-Chuen Chan |
|                              |      |                                                 |

| Títol      | Any  | Notes #                                     |
| ---------- | ---- | ------------------------------------------- |
| Lion Dance | 2017 | Com Tai Kit Mak Co-dirigit amb Tsu-Jun Lang |